# Pénzügyi palota (Balassagyarmat)
A balassagyarmati Pénzügyi palota, jelenleg a Balassagyarmati Rendőrkapitányság épülete. 

## Története
A Pénzügyi palotát Wälder Gyula tervei szerint 1912-ben Munk Dezső építette. Az épületben korábban különböző hivatalok működtek, ma a rendőrség központi épülete.
Az épület falán lévő díszítésen 4 ovális keretbe ágyazott puttó látható.
A díszítések a különböző gazdasági ágakat szimbolizálták. Az első a halászatot, a második az ipart , a harmadikon a mezőgazdaságot, míg a negyedik a kereskedelmet jelenítette meg.